# Spotland Stadium

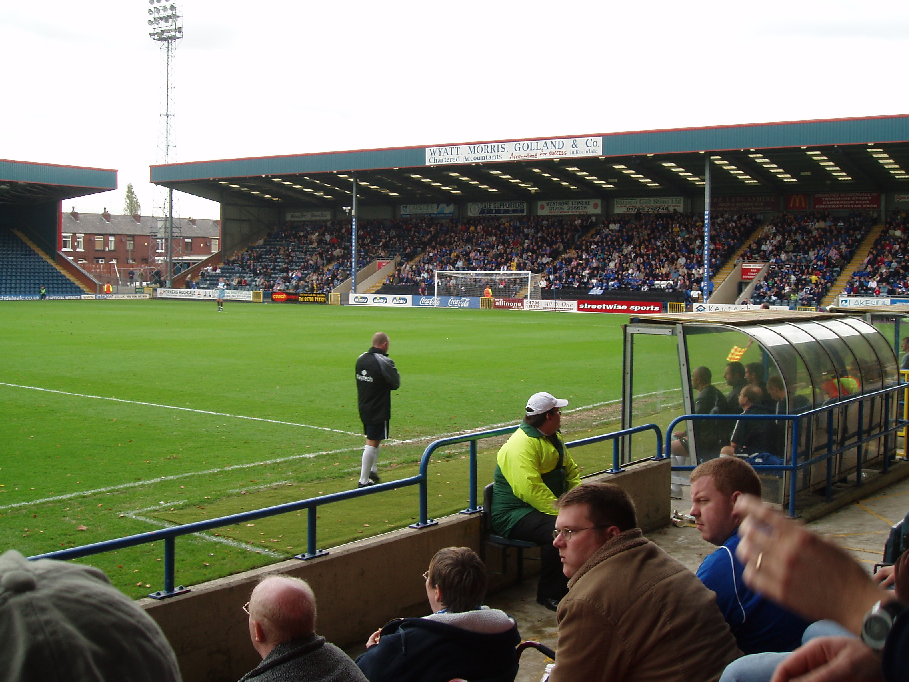
Spotland Stadium.

Spotland Stadium är en fotbollsarena i Rochdale i Greater Manchester i nordvästra England. Arenan är hemmaarena för Rochdale AFC. Arenan tar 10 249 åskådare och invigdes 1920.